# Raimon de Bollène
Raimon de Bollène ( ? – † 22 juin 1182), dit aussi Raymond de Bollène, fut probablement chanoine de la cathédrale de Nice, puis archevêque d’Arles (1163-1182).

## Biographie
Raimon de Bollène est originaire du Comtat.

### Une nomination disputée
Il arrive sur le siège archiépiscopal d'Arles à la fin des guerres baussenques, période de tension entre les maisons de Toulouse et de Barcelone, ainsi qu'après le concile de Pavie (1160) qui excommunie le pape Alexandre III. Il ne semble pas toutefois succéder immédiatement à son prédécesseur, car il ne reçoit l'archevêché qu'en 1163. En effet, à la mort de Raimon de Montredon, archevêque d'Arles, le 16 avril 1160, il y a vacance : pas d'archevêque mentionné sur les listes épiscopales entre les deux Raimon. En revanche, Jean-Pierre Papon y place un certain Sylvius, archevêque de 1156 à 1163 ; cette affirmation est toutefois à prendre avec précaution, ne serait-ce que par la certitude que Raimon de Montredon est encore archevêque en mars 1159 et qu'Octavien, l'antipape Victor IV (7 septembre 1159 - 20 avril 1164) n'est nommé pape par l'empereur qu'en septembre 1159. Néanmoins entre cette date et 1163, date du début de l'archiépiscopat de Raimon de Bollène et probablement celle du décès de ce Sylvius, on peut supposer la présence d'un archevêque dissident qui aurait été effacé des listes épiscopales en raison de son soutien à Victor IV, contre le pape Alexandre III.

### Archiépiscopat
En 1166, à la mort du comte de Provence, Raimond-Bérenger II de Provence, le comte de Toulouse Raymond V divorce de sa femme, Constance de France, sœur de Louis VII, épouse la veuve  du comte tué, Richilde, nièce de l'empereur Frédéric Barberousse, et s’empresse de s’emparer de la Provence. Mais dès le 16 avril 1166, le comte Alphonse II d'Aragon dit Alphonse le Chaste et en Provence, Alphonse Ier de Provence, se trouve en Provence pour défendre le domaine familial et les combats entre les deux prétendants ravagent une fois de plus l'Argence et la Camargue. Le comte dispose de l'appui de Raimon de Bollène, qui lui cède les places fortes d'Albaron et de Fos, points stratégiques importants pour la défense de la Camargue.
Raimon intervient et grâce à sa médiation, un traité de paix est signé entre les deux princes le 18 avril 1176, dans l’île de Jarnègue à Tarascon. Il bénéficie alors des faveurs du nouveau comte Raimond-Bérenger III de Provence avec qui en août 1177, il partage des droits de l'atelier monétaire d'Arles.
Une des conséquences de ce conflit est le regain d’intérêt pour le royaume d'Arles de Frédéric Ier Barberousse (1122-1190), empereur germanique depuis 1155 et suzerain de la Provence.  Il souhaite reprendre le vieux titre de Roi d'Arles et rappeler ainsi de façon éclatante son autorité comme l’acte d’inféodation de 1162 le prévoit. Il avait déjà confirmé les nombreux privilèges de l'Église d'Arles en 1153-1154 et était intervenu diplomatiquement dans les guerres Baussenques.  Le 31 juillet 1178 il se fait couronner dans la basilique Saint-Trophime par Raimon de Bollène en présence de tous les grands du royaume à l'exception toutefois du comte de Provence. Ce couronnement marque l’apogée de la puissance des archevêques d’Arles.

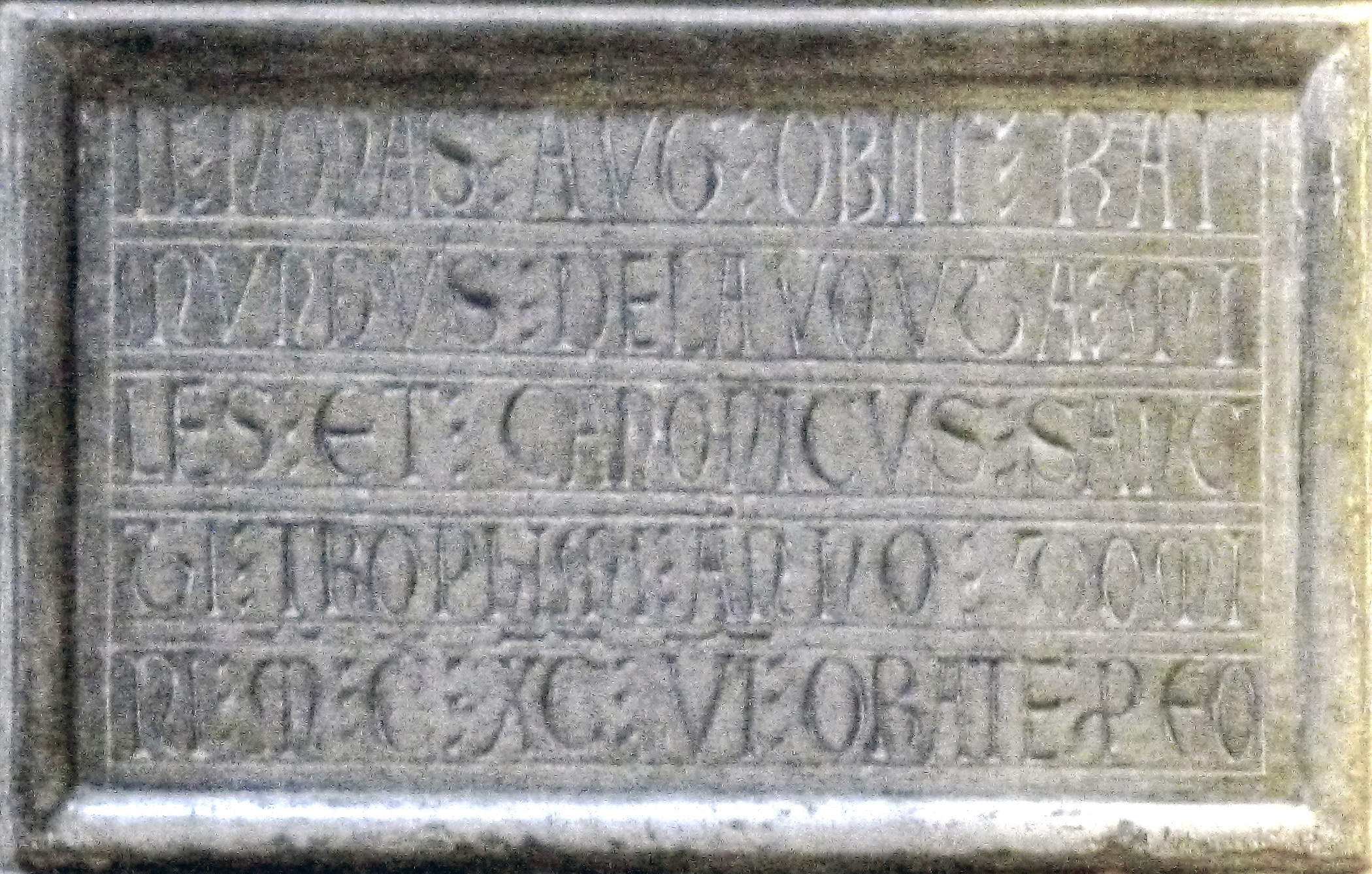
Épitaphe de Raymond

Dans la continuité de la réforme grégorienne, Raimon de Bollène s’attache à féodaliser les liens qui unit l’archevêque et ses vassaux. Toutefois, cette féodalisation est encore limitée et semble s’accompagner d'augmentation de fief. C’est le cas  manifeste  vis-à-vis de la puissante famille des Baux. Et déjà en 1178 ou 1179, l'archevêque Raimon de Bollène avait dû donner Mornas et Mondragon en augment de fief à Raymond V pour obtenir son hommage pour la terre d'Argence. 
Après avoir participé au troisième concile du Latran (mars 1179), Raimon de Bollène meurt le 22 juin 1182. Il est enseveli dans le croisillon sud du transept de Saint-Trophime où son épitaphe se lit sur le mur sud.

### Sources
- Jean-Maurice Rouquette (sous la direction de) - ARLES, histoire, territoires et cultures - Éditions imprimerie nationale (2008)